# Gerry Adams
Gerry Adams, właśc. Gerard Adams, irl. Gearóid Mac Ádhaimh (ur. 6 października 1948 w Belfaście) – polityk północnoirlandzki, adwokat, aktywista radykalnego nurtu katolików walczącego o zjednoczenie Irlandii Północnej z resztą Irlandii, od 1964 członek, w latach 1983–2018 przywódca Sinn Féin, przez 20 lat członek siedmioosobowej rady wojskowej IRA (chociaż nigdy się do tego nie przyznał). Wielokrotnie więziony przez władze brytyjskie pod zarzutem terroryzmu. Członek Izby Gmin w latach 1983–2011, w irlandzkich wyborach w 2011 wybrany do Dáil Éireann.
Miał istotny wpływ na ewolucję stanowiska Sinn Féin, od 1988 prowadził tajne rozmowy z Johnem Hume'em, w 1994 doprowadził do zawieszenia broni przez IRA, a w 1998 do zawarcia porozumienia pokojowego.
14 marca 1984 został ranny w zamachu grupy lojalistów, życie uratował mu wówczas brytyjski żołnierz.